# クラウス・フォン・ドホナーニ

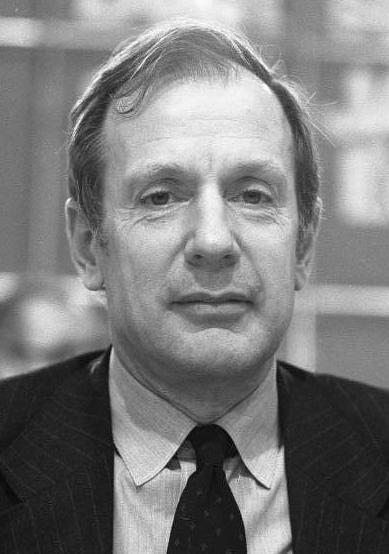
ドホナーニ（1979年、ケルンでの臨時党大会にて）

クラウス・フォン・ドホナーニ（またはドーナーニ、Klaus von Dohnanyi, 1928年6月23日 - ）は、ドイツ（西ドイツ）の政治家。所属政党はドイツ社会民主党（SPD）。1972年から1974年まで教育科学相を、1981年から1988年までハンブルク市長を歴任した。

## 人物・来歴
法律家ハンス・フォン・ドホナーニの息子としてハンブルクに生まれる。ベルリンで育つが、父は1938年にライプツィヒに左遷された。ライプツィヒ、オーバーアマガウ、ポツダムのギムナジウムで学ぶ。1944年に仮アビトゥーアに合格し、兵士として第二次世界大戦に従軍した。
戦後の1946年から大学で法学を学び、1949年に第一次、1957年に第二次司法試験に合格した。1949年に土地所有に関する論文で法学博士号を取得した。1951年からアメリカ合衆国の法律事務所及びマックス・プランク外国・国際民法研究所に勤務する。1953年にイェール大学で法学修士号を取得。1954年からケルンのフォード・モーター工場に勤務し、1956年からは計画部長を務めた。1957年にドイツ社会民主党（SPD）に入党する。1960年から1967年までマーケティングリサーチ会社の経営に参画した。
1968年3月、カール・シラー経済相の下で事務次官に就任する。1969年にドイツ連邦議会選挙に出馬してラインラント＝プファルツ州の比例代表から当選、同年10月にヴィリー・ブラント内閣で教育科学省政務次官に就任する。1972年1月にハンス・ロイシンク教育科学相が辞任すると、3月に後任の教育科学相に就任した。1974年5月のブラント首相辞任に伴い内閣を離れた。
1976年12月に外務副大臣に就任する。1979年にラインラント＝プファルツ州の党代表に選出され、同州議会議員に当選するが、すぐに辞任した。1981年6月24日、ハンス＝ウルリッヒ・クローゼ市長の後任としてハンブルク市長に選出され、連邦議会議員と外務副大臣を辞任した。1982年にハンブルク市議会選挙に出馬し当選。在任中はハンブルク市で激しい原子力発電所反対運動が起きたが、平和的解決に尽力した。1988年6月に辞任した。
1990年、東西ドイツ再統一に伴い、信託公社から旧東ドイツのコンビナート民営化業務を委託された。現在はローマン・ヘルツォーク元大統領が議長を務める超党派組織・ドイツ会議の副議長として、連邦制改革問題などに提言を続けている。ローマ・クラブの一員であり、またベルリンの経済出版社顧問や新社会市場経済研究所の研究員を務めている。

## 家族
- 神学者ディートリヒ・ボンヘッファーはクラウスの母クリスティーネの兄である。反ナチス抵抗運動に参加していたボンヘッファーは同じく抵抗運動に加わっていた父ハンス共々1945年に処刑された。
- 3度結婚し、3度目の妻は作家のウラ・ハーンである。弟クリストフは著名な指揮者になった。アメリカ国籍も持つ1952年生まれの息子ヨハネスはジャーナリスト、作家である。